# Río Magpie
El río Mapgie (en francés: Rivière Magpie  y en idioma Cree, Moteskikan Hipu, Mutehekau Hipu, o Pmotewsekaw Sipo) es un río de 200 kilómetros (124,3 mi) ubicado en la región Côte-Nord de Quebec que fluye desde la meseta de Labrador hasta desembocar en la extremo norte del río San Lorenzo al este de Sept-Îles, Quebec. Desde 2008, la Central Generadora Magpie genera electricidad. En 2021, el municipio local de Minganie y el Consejo Innu de Ekuanitshit decidieron conceder personalidad jurídica al río Magpie para protegerlo a largo plazo, dado su atractivo para productores de energía como Hydro-Quebec e Innergex Renewable Energy .

## Ubicación
El río Magpie tiene 200 kilómetros (124,3 mi) de largo. Nace cerca de la frontera entre Quebec y Labrador. Fluye hacia el sur y entra en la bahía Magpie en el Golfo de San Lorenzo, 60 kilómetros (37,3 mi) al oeste de Havre-Saint-Pierre. Dos de sus afluentes se denominan Magpie Oeste y Magpie Este. El tramo central contiene el lago Magpie. El río no es ancho, pero es rápido y turbulento.
Su ría es amplia y forma un puerto para barcos pesqueros. El pueblo de Magpie está en la ladera alrededor de otro pequeño puerto en la bahía de Magpie, 3 kilómetros (1,9 mi) al oeste de la desembocadura del río, y es una de las ciudades más antiguas de la Costa Norte. El sitio fue visitado desde 1849 por gaspesianos de la bahía de Chaleur que vinieron a pescar bacalao y salmón del Atlántico. El pueblo floreció después de que varias empresas pesqueras establecieran allí instalaciones desde 1870.

## Nombre
El río lleva el nombre del arrendajo canadiense (Perisoreus canadensis), al que los ingleses llamaban "urraca" (que en ingles es Magpie). En el siglo XIX, la población local la llamaban Magpointe. En 1870, el mapa de Eugène-Étienne Taché mostraba el río con el nombre de "R. Magpie o La Pie". En 1886, el agrimensor Saint-Cyr la llamó Rivière à la Pie y apodado La Pie. Según el abad Victor-Alphonse Huard, también se llamó río Girard en honor a los tres hermanos Girard que se establecieron en la zona en 1849. Los innu lo han llamado con varios nombres, entre ellos Moteskikan Hipu, que significa río "abrupto", "rocoso" o "difícil", Mutehekau Hipu que se traduce como "río donde el agua pasa entre los acantilados rocosos cuadrados" y Pmotewsekaw Sipo que significa " río por el que se camina entre los arbustos". 

## Cuenca
La cuenca del río Magpie cubre 7646 kilómetros cuadrados (2952,1 mi²) . Se encuentra entre las cuencas del río Jupitagon al oeste y el río Saint-Jean al este.  Se ubica en parte en los territorios no organizados de Lac-Jérôme y Rivière-Nipissis, en parte en el municipio de Rivière-Saint-Jean.  Según el Dictionnaire des rivières et lacs de la provincia de Québec (1914), el lago Magpie tiene 34 millas (54,7 km) desde la desembocadura del río Magpie. Son aproximadamente 53 millas (85,3 km) de largo y muy profundo. Está bordeado a ambos lados por cabos y montañas. Está repleto de lucios de gran tamano.  Un mapa de las regiones ecológicas de Quebec muestra el río en las subregiones 6j-T y 6m-T del subdominio este de abeto/musgo. 

## Producción hidroeléctrica
En 2004, un plan de una empresa privada para construir una pequeña planta hidroeléctrica en el río generó protestas de ambientalistas, incluido Robert F. Kennedy Jr.  La Oficina de Audiencias Públicas sobre Medio Ambiente (BAPE) dio un informe favorable sobre el proyecto en 2004, pero dijo que no debería haber más desarrollo de infraestructuras en el río. En agosto de 2005, el gobierno de Charest autorizó por decreto la construcción de la presa, que eliminaría algunos famosos rápidos. La estación generadora Magpie se puso en servicio en octubre de 2007 y se inauguró formalmente el 20 de junio de 2008. En su plan estratégico 2009-2013, Hydro-Québec tenía previsto construir seis represas hidroeléctricas en el río Magpie. Sin embargo, en septiembre de 2017 la empresa afirmó que tenía capacidad excedente y que actualmente no tenía planes para el río.  Hydro-Québec lo vendió en 2013 a Innergex Renewable Energy, propietaria del mismo en asociación con el municipio de Minganie.

## Uso recreacional
En mayo de 2015, el Ministerio de Bosques, Vida Silvestre y Parques de la provincia de Quebec anunció un programa de captura y liberación de pesca deportiva para salmones grandes en dieciséis de 118 ríos salmoneros de Quebec. Se trataba de los ríos Mitis, Laval, Pigou, Bouleau, aux Rochers, Jupitagon, Magpie, Saint-Jean, Corneille, Piashti, Watshishou, Little Watshishou, Nabisipi, Aguanish y Natashquan. Sin embargo, la Federación del Salmón del Atlántico de Quebec dijo que las medidas no eran suficientes para proteger el salmón para las generaciones futuras. En vista de la rápida disminución de la población de salmón del Atlántico, la captura y liberación debería haberse implementado en todos los ríos excepto en el norte de Quebec.
El río es popular entre los entusiastas del rafting, el piragüismo y kayak. La sección inferior del Magpie Oeste ofrece 50 kilómetros (31,1 mi) de condiciones desafiantes para kayak de aguas rápidas de clase IV – V y remeros de bote abierto. Luego desemboca en el lago Magpie 50 kilómetros (31,1 mi) al norte de donde el Magpie sale del lago. Desde allí, la mayoría de los kayakistas recreativos pueden navegar por río. Los primeros 15 kilómetros (9,3 mi) debajo del lago tiene pesca excepcional. Los últimos 15 kilómetros (9,3 mi) del río fluye a través de enormes gargantas escénicas y cascadas. 

## Estatus legal
En febrero de 2021, el río Magpie se convirtió en el primer río de Canadá al que se le concedió personalidad jurídica, después de que la municipalidad local de Minganie y el Consejo Innu de Ekuanitshit aprobaran resoluciones conjuntas. El objetivo es proteger las aguas a largo plazo, ya que los productores de energía Hydro-Québec e Innergex Renewable Energy no descartan un mayor desarrollo hidroeléctrico en el futuro. El río tiene nueve derechos distintos y puede tener tutores legales. Los proponentes querían evitar un desarrollo similar al ocurrido en el río Romaine.